# (29075) 1950 DA
(29075) 1950 DA là một tiểu hành tinh gần Trái Đất. Là một trong những tiểu hành tinh có bán kính trên 1 km, đây tiểu hành tinh có khả năng va chạm với Trái Đất cao nhất quan sát được cho tới nay.

## Phát hiện và đặt tên
1950 DA được phát hiện lần đầu tiên vào ngày 23 tháng 2 năm 1950, bởi nhà thiên văn học Carl A. Wirtanen ở Đài quan sát Lick. Nó được quan trắc trong mười bảy ngày rồi mất hút khỏi màn hình do vòng cung quan trắc quá ngắn, hậu quả của giải pháp quỹ đạo không đáng tin cậy của Wirtanen gây nên. Vào ngày 31 tháng 12 năm 2000, nó được phát hiện lại với tên gọi 2000 YK66. Hai giờ sau đó nó được chính thức công nhận và đặt tên là 1950 DA.

## Quan sát

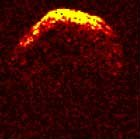
Tiểu hành tinh 1950 DA, ảnh radar của đài quan sát Arecibo.

Vào ngày 5 tháng 3 năm 2001, 1950 DA tiến gần tới Trái Đất ở khoảng cách 0,0520726 AU (7.789.950 km; 4.840.450 mi). Nó được quan trắc bởi các radar ở Đài thiên văn Goldstone và Arecibo từ ngày 3 đến 7 tháng 3 năm 2001.
Kết quả quan sát cho thấy tiểu hành tinh này có đường kính trung bình 1.1–1.4 km. Kết quả phân tích đường cong ánh sáng quang học của Lenka Sarounova và Petr Pravec cho thấy chu kỳ tự quay của nó là 2,1216 ± 0,0001 giừo. Do có chu kỳ tự quay ngắn và suất phản chiếu radar cao, 1950 DA được cho là khá đặc và nặng (hơn 3 g/cm³) có thể được cấu thành từ nickel–sắt.